# Rhum Montebello
Pour les articles homonymes, voir Montebello.
 (février 2025).
Si vous disposez d'ouvrages ou d'articles de référence ou si vous connaissez des sites web de qualité traitant du thème abordé ici, merci de compléter l'article en donnant les références utiles à sa vérifiabilité et en les liant à la section « Notes et références ».
Le rhum Montebello est un rhum agricole produit par la distillerie Carrère à Petit-Bourg en Guadeloupe, commune située à l'est de l'île de la Basse-Terre entre la Soufrière et le Petit Cul-de-sac marin.

## Histoire
La distillerie Carrère est plus connue sous le nom de distillerie Montebello, dénomination de ses rhums depuis 1975 en référence au nom du quartier où elle se situe. Le nom Montebello apparaît en avril 1859 à l’occasion de la vente d’une partie des terres de l’habitation Jean-Bell par la propriétaire Mme veuve Thévenin, en mémoire de la deuxième victoire des troupes de Napoléon III sur les autrichiens à Montebello della Battaglia en Lombardie. 
La distillerie est fondée en 1930 par la famille Dolomie, la distillerie s'appelant "Carrère" en raison qu'elle se trouve entre la section Carrère et la section Montebello de Petit-Bourg,. 
La période de la Seconde Guerre mondiale est difficile pour cette distillerie, dont l’activité décline lentement tout en perdurant. La distillerie passe brièvement entre les mains de la famille Pioche qui continue la production de rhum. En 1966 Jean Marsolle, issu d’une famille présente en Guadeloupe depuis 1650, et dont le frère Henri est propriétaire de la Distillerie Séverin, rachète la distillerie avec son fils Alain. À cette époque, l’atelier de broyage ne dépasse pas trois tonnes à l’heure.
Entre 1966 et 1974, Jean Marsolle réussit à remettre à flot la distillerie. En 1974, son fils Alain décide de quitter la sucrerie Gardel, où il travaille au service de la famille Huyghes-Despointes, pour mettre en pratique le savoir-faire et l'expérience qu'il y a acquis. Il achète avec son frère Emmanuel la distillerie de son père. Celui-ci vend alors à ses fils une entreprise dont les ateliers de broyage sont désormais capables d'absorber 15 tonnes de cannes par heure et qui est dotée d'une chaîne d'embouteillage. Alain, âgé de 40 ans lors du rachat, est alors à la tête d'une distillerie dont la production ne cesse d'augmenter. Mais l'outil de travail est d'origine (parmi les plus vieux de la Caraïbe encore en activité aujourd'hui), c'est pourquoi il parcourt les vieilles distilleries et récupère toutes les pièces qu'il trouve, accumulant les éléments de rechange pour sa vénérable machine à vapeur, datant de 1880, qui entraîne les deux moulins de broyage. Un an après, en 1975, la distillerie se modernise en quelques années, devenant le troisième producteur de rhum de la Guadeloupe.
Depuis décembre 2011, Grégory et Dominique Marsolle, les fils d'Alain, assurent la succession de l'entreprise familiale. Gérants de l'usine Montebello, ils poursuivent les investissements entrepris par leurs aïeux tout en protégeant le caractère artisanal de l'entreprise, ils sont en effet la quatrième génération de distillateurs.
En 2012, la distillerie qui termine ses travaux (notamment la chaudière) s'est ainsi lancée sur la voie du recyclage de l'intégralité des « déchets » issus du broyage de la canne. Elle utilise la bagasse sèche (le résidu de canne) comme combustible pour produire la vapeur qui fait fonctionner les presses broyant la canne. En effet, lorsque le jus est extrait, le résidu de canne, désormais sec, appelé la bagasse, est envoyé dans les fours qui alimentent par la vapeur ainsi produite les presses qui broient la canne pour en extraire le jus. On obtient ainsi un cercle vertueux, la canne broyée alimente le broyage de la canne. La dépollution de la vinasse, en traitant le résidu dans des bassins à l'aide de boue après décantation dans des bacs de lamellaires (traitement par oxygénation aérobie), est une autre mesure environnementale mise en place depuis quelques années.
Aujourd’hui Montebello produit approximativement 200 000 litres de rhum par an[Quand ?].

## Spécificité
Pour élaborer son rhum, la distillerie Montebello a la particularité de n'utiliser que des cannes récoltées à la main provenant des régions volcaniques de Petit-Bourg, Goyave, Basse-Terre, Lamentin et de Sainte-Rose. C'est aussi une des dernières distilleries de la caraïbe utilisant des machines à vapeur.
La distillerie familiale a toujours pris le parti de privilégier la qualité, le parfum en bouche du rhum, et cela passe par deux étapes précises lors de son l'élaboration :
- Contrairement à la plupart des distilleries, Montebello fait fermenter durant 48 à 52 heures (au lieu de 18 à 36 heures en règle générale) le jus de canne après extraction (ce que l'on appelle aussi vesou). Ce temps de fermentation supplémentaire a pour conséquence de permettre au jus de canne de révéler toute son expression.
- La deuxième caractéristique de production qui distingue les rhums Montebello des autres a lieu lors de la maturation. Les fûts de chêne contenant le rhum sont placés dans de grands containers métalliques où la température est plus élevée. Cette opération a pour but de permettre une extraction de l'alcool plus rapide.

## Séries limitées et hommages
Le groupe de Punk guadeloupéen The Bolokos cite la marque sur leur chanson White Rum extrait de leur premier album, le clip ayant été tourné à la distillerie. La marque leur rend hommage avec une série de bouteilles dénommées « Cuvée The Bolokos », particulièrement recherché des collectionneurs.
La cuvée Héritage est sortie pour la commémoration des 170 ans de l'abolition de l'esclavage en 1848 avec la production d'une série limitée à 170 bouteilles..

## Production
Différents rhums sont distillés :
- rhum agricole blanc 40° et 55°
- rhum agricole ambré 50°[4].
- rhum vieux agricole 40,1°, 42°, 47,2° et 50,6° selon l'âge

Ce rhum a obtenu de nombreuses récompenses à travers les différents concours mondiaux, il s'illustre notamment par ses nombreuses médailles au concours général agricole de Paris, les années:
- 1990

La médaille d'Or remise lors du Concours Général Agricole de Paris.

  - Médaille d'Or pour le Rhum Blanc 50°
  - Médaille d'Or pour le Rhum Vieux 42°
- 1991
  - Médaille d'Or pour le Rhum Blanc 50°
- 1994
  - Médaille d'Or pour le Rhum Blanc 50°
- 1995
  - Médaille de Bronze pour le Rhum Blanc 50°
- 1996
  - Médaille d'Or pour le Rhum Blanc 50°
  - Médaille d'Or pour le Rhum Vieux 42°
- 1997
  - Médaille d'Argent pour le Rhum Blanc 50°
- 1998
  - Médaille d'Or pour le Rhum Blanc 50°
- 1999
  - Médaille d'Or pour le Rhum Blanc 50°
- 2000
  - Médaille d'Or pour le Rhum Blanc 50°
- 2001
  - Médaille d'Or pour le Rhum Blanc 50°
- 2002
  - Médaille d'Or pour le Rhum Blanc 50°
- 2003
  - Médaille d'Or pour le Rhum Blanc 50°
- 2004
  - Médaille d'Argent pour le Rhum Vieux 42°
- 2005
  - Médaille d'Argent pour le Rhum Vieux 42°
- 2006
  - Médaille d'Or pour le Rhum Blanc 50°
  - Grand Prix d'Excellence
- 2007
  - Grand Prix d'Excellence
- 2019
  - Médaille d'Argent pour le Rhum Blanc 50%
- 2020
  - Médaille d'Argent pour le Rhum Blanc 50%